# Lipotriches ferricauda
Lipotriches ferricauda är en biart som först beskrevs av Cockerell 1913.  Lipotriches ferricauda ingår i släktet Lipotriches och familjen vägbin. Inga underarter finns listade i Catalogue of Life.

## Bildgalleri

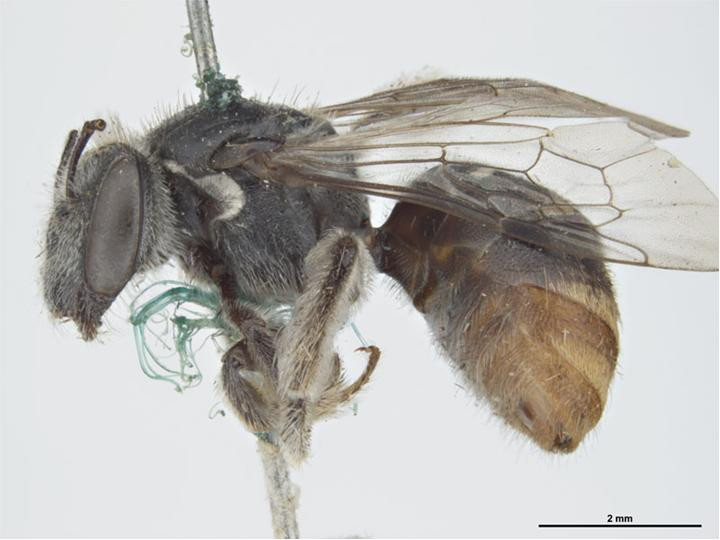